# Zorn
Pour les articles homonymes, voir Zorn (homonymie).
La Zorn est une rivière de Moselle et du Bas-Rhin, affluent droit de la Moder et sous-affluent du Rhin.

## Étymologie
(Le nom de la rivière signifie la coulante ou les coulantes, issu de la racine préceltique « Sur » qui signifie « couler ». Les documents anciens la désignent sous le nom Sorn en allemand ou en alsacien. Il s'agit de la réunion près du fort de Dabo de deux ruisseaux nommés Sorr en ancien dialecte vosgien, ce qui justifierait l'ancien pluriel alsacien Sorn.
)[réf. souhaitée]
La diplomatique carolingienne nous fait découvrir Sorna fluvius en 713. Une inscription dans l'église de Marmoutier au IXe siècle confirme l'appellation latine de Sorne fluvius.
La vallée de la Zorn est un des lieux d'entrée favoris des Lorrains en Alsace. Volcyr donne l'ancien nom lorrain Sor en 1525 dans sa Guerre des Rustauds page 147. La Sore se retrouve aussi dans les textes en 1594.
Sur les cartes de Cassini dont la feuille 162 terminée probablement à la fin du XVIIIe siècle, le nom du cours d'eau apparaît dans sa version actuelle. Le « Z » vient d'une agglutination de l'article féminin singulier « die » prononcé « d » en alsacien. L'erreur d'orthographe provient alors probablement d'un cartographe qui a demandé « Comment s'appelle ce cours d'eau ? » et à qui on a répondu en alsacien : « d'Sorn ». La transformation écrite a été facilement acceptée vu que le nouveau nom « die Zorn » est homophone de « der Zorn » (la colère) en allemand. La rivière Zorn porte donc un nom qui lui attribue une vigueur qu'elle n'a pas.
Notons qu'elle signifie à l'origine, par son pluriel oublié, une agglutination continuelle de rivières. Il est possible sur ce thème de faire un parallèle avec la Sarre, réunion de la Sarre rouge et de la Sarre blanche.

## Géographie
La longueur de son cours d'eau est de 96,8 km.
La Zorn est issue de la confluence au lieu-dit Enteneck vers 295 m d'altitude de la Zorn jaune et de la Zorn blanche. Ces deux rivières prennent chacune leur source en Lorraine, dans le département de la Moselle, au pied de la corniche triasique entre les hauteurs du Noll et de l'Urstein. Dans ce département, la rivière arrose les communes de Dabo, Hommert, Haselbourg, Garrebourg, Saint-Louis, Henridorff, Lutzelbourg, Danne-et-Quatre-Vents. Bien souvent, elle représente une limite des bans communaux.
L'ancienne Sorr jaune prend sa source à une altitude de 840 m, au nord de l'ancienne chaume du Grossmann culminant à 987 m d'altitude. Une des sources de la Sorr blanche est à la naissance du Breithardthal, en contrebas des anciennes chaumes de l’Eichl, en particulier du promontoire du Hengst à 891 m d’altitude et de la maison forestière du Spitzberg à 730 m d’altitude. Une autre source importante, à la naissance du Schnackenlochthal est en amont du Schnockenlochmatt à 750 m d'altitude. D’autres rameaux sont sur les flancs du Spitzberg, sur les flancs occidentaux du Wetzkopf et du Grand Rosskopf. À partir de Herrenmühlen, soit à la confluence du Schnackenlochthal et du Breithardthal à 401 m d'altitude, la rivière est aujourd'hui dénommée Zorn blanche.
La longue crête de la montagne de feu, parfois nommé Feuerestein ou Pirronberg, sépare le bassin de la Zorn blanche de celui de celui de la Zorn jaune, décalé vers le sud-ouest.

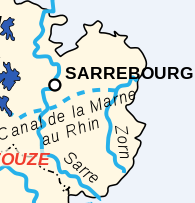
La Zorn en Moselle.

À l'instar de la Mossig qui prend ses sources au nord de l'Urstein et du Baerenberg, la Zorn coule d'abord vers le nord, puis bifurque à l'est, faisant son entrée à Saverne par les jardins de l'évêque. Elle présente un intérêt comme rivière salmonicole en amont de la ville de Saverne.
La rivière est aussi riche de ses affluents : la Zinsel du Sud, le Baerenbach, le Mosselbach et le Rohrbach[réf. nécessaire].
Dans l'étroite et pittoresque vallée se présentent à la fois la route départementale, la ligne des chemins de fer de Strasbourg à Sarrebourg et le canal de la Marne au Rhin. De nombreuses constructions, travaux d'art, tels que viaducs, ponts et tunnels, rehaussent le charme grandiose de cette contrée. À droite sont perchées les ruines du château féodal de Lutzelbourg, détruit en 1523.
Dans le département du Bas-Rhin, elle traverse ou côtoie les bourgs et villages de Saverne, Monswiller, Steinbourg, Dettwiller, Wilwisheim, Hochfelden, Schwindratzheim, Waltenheim-sur-Zorn, Wingersheim, Krautwiller, Brumath, Geudertheim, Weyersheim, Rohrwiller et se jette à Herrlisheim dans la Moder à 122 m d'altitude.
La Zorn est une rivière à pente moyenne assez prononcée (8 pour mille), plus que ses voisines alsaciennes, la Sauer (2,8 pour mille) ou la Moder (2 pour mille). Elle s'apparente sur ce critère à la Bruche (7,3 pour mille). Le tiers supérieur du cours, en amont de Saverne, en fait une rivière montagnarde des Vosges (19 pour mille). Les deux tiers du cours inférieur (1,25 pour mille) appartiennent à la plaine d'Alsace après Saverne. Cette planéité permet le détournement final du Landgraben sur Offendorf.
La superficie du bassin versant de la Zorn est estimée à 756 km2.

## Histoire
La Zorn est la rivière de l'ancienne capitale des Triboques, Brocomagus, installée au cœur d'une fertile contrée agricole lœssique. Ce pays de Brumath aujourd'hui où elle prend la couleur brun-jaune, que l'ancien français décrivait par l'adjectif saur.

## Hydrologie
Le module de la Zorn est de 7,41 m3/s à la station de Hœrdt, pour un bassin versant de 750 km2 et une période d'observation de 15 ans de 1976 à 1990.

## Aménagements et écologie
La Zorn coule à proximité de l'ancienne décharge de Hochfelden, aujourd'hui fermée, et polluée au lindane.